# 瀬名葉月
瀬名 葉月（せな はづき、1994年11月21日 - ）は、日本の女優、タレント。旧芸名は葉月。愛称は、はづりん。
埼玉県出身。

## 略歴
- 2012年、芸能活動を開始。きっかけは原宿竹下通りでのスカウト。
- 2013年5月、「日テレジェニック2013」候補生（No.67）
- 2013年11月、「サンスポアイドルリポーター」（SIR）3期候補生として活動[1][2][3]。
- 2014年1月、SIR3期生（正規メンバー）に選出される[4]。
- 2014年3月、「ミスヤングチャンピオン2014」受験生を経て[5]、5月、「2014ヤンチャン学園」新入生。
- 2014年9月、ミスヤングチャンピオン第5代グランプリを受賞。
- 2015年8月、ヤンチャン学園音楽部長に任命される。
- 2015年9月、関ケ原女性武将隊「巴組」を結成。メンバーは小日向えり（宇喜多秀家）、夏江紘実（小早川秀秋）、葉月（織田秀信）[6]。
- 2016年9月、ヤンチャン学園を卒業。
- 2017年11月、芸名を葉月から瀬名葉月に改名。
- 2018年1月、SIRを卒業。
- 2022年12月、サンミュージックプロダクションを退所[7]。

## 人物
- 「葉月」の芸名で活動してきたが、2017年11月に姓を付ける形で改名することと、改名をファン投票で決めることを発表。候補となった3つの姓の中から、SIRのライブ入場者の投票により「瀬名葉月」に改名することが11月27日の葉月生誕祭で決定した[8][9]。なお、葉月は本名。
- ニックネームの「はづりん」はSIR候補生になった際にSIR運営からつけられたもの。
- SIRでのイメージカラーは紫。もともと大好きな色であった。また、キャッチコピーは「天然紫光のアンタレス」であった。
- 生来のハスキーボイスで、SIR3期候補生時代のキャッチコピーは「ハスキーボイスのツンデレガール!」であったが、2016年7月に1か月休養して声帯結節の除去手術をしたことで、声質がクリアになった。
- 葉月ファンを総称して「はづりん王国」と呼び、ファンを「王国民」と呼ぶ。
- スカウトされる以前、小学生の頃にハロー!プロジェクト・キッズオーディション（一次審査落選）また、「全日本国民的美少女コンテスト」や乃木坂46の第1期オーディションにエントリーしたこともあるが、乃木坂では最終選考まで進んだにもかかわらず、学校行事を優先してキャンセルした[10]。
- 趣味は、化粧・ネイル・歌うこと・料理・読書（伊坂幸太郎のファン）・漫画・歴史（特に二条城）。
- 特技は、バドミントン・長距離走・メイク。
- 好きな食べ物は、もつ・ホルモン・からあげ・寿司・納豆・生クリーム・生牡蠣・子持ち昆布。
- ハロープロジェクトのアイドルグループ、Juice＝Juiceの段原留々のファン。

## 出演

### テレビ
- TOKIOカケル（2013年2月、フジテレビ）
- でたらめヒーロー 第2話（2013年4月11日、読売テレビ）
- おてんこしゃんこ（2013年5月 - 9月、チバテレビ） - おてんこガール
- 仮面ライダー鎧武（2013年10月20日、テレビ朝日）
- 全力坂（2013年12月3日・9日、テレビ朝日） - 昌平坂・妻恋坂（東京・湯島）
- つんつべ♂バク音（2013年12月19日、TOKYO MX）
- 念力家族（2015年3月30日 - 9月14日、NHK Eテレ） - 立花果歩 役
- 開店!SIRのパチスキ!（2015年7月3日 - 、TOKYO MX）
- 温泉のフチ子 ～ふくしま女子旅編～（2015年11月21日、TOKYO MX）
- 念力家族 SEASON2（2016年4月4日 - 9月26日、NHK Eテレ） - 立花果歩 役
- BOAT RACEライブ 〜勝利へのターン〜（2018年4月8日 - 、BSフジ） - 準レギュラー
- 新しい王様（2019年1月 - 3月、TBSテレビ）
- ゴッドタン（2023年6月11日、テレビ東京）

### ラジオ
- Hello! I,Radio（2020年7月3日 - 2020年9月25日、ラジオ日本）
- SWEET!! Friday Edition（2020年10月2日 - 、ラジオ日本、金曜パーソナリティ）

### 映画
- 「L♥DK」（2014年4月12日、東映、川村泰祐監督）
- 「ミスムーンライト」（2017年2月26日、松本卓也監督）[11][12]
- 「リンキング・ラブ」（2017年10月28日、金子修介監督） - 佐藤その子 役[13]

### 舞台
- アリスインプロジェクト「名探偵はじめました[14]」（2013年10月23日 - 27日、銀座みゆき館劇場） - 山寺清子 役
- Initial Film「あなたに贈るX（キス）」（2013年12月18日 - 22日、新宿・シアターサンモール） - Aチーム 里山京子 役
- シベリア少女鉄道
  - vol.28「たとえば君がそれを愛と呼べば、僕はまたひとつ罪を犯す。」（2017年5月24日 - 6月4日、赤坂RED/THEATER） - 高城瞳 役
  - vol.32「ビギンズリターンズアンドライジングフォーエヴァー」（2020年2月5日 - 16日、池袋・シアターグリーン BIG TREE THEATER）
  - vol.35「アイ・アム・ア・ストーリー」（2022年10月12日 - 23日、恵比寿・シアター・アルファ東京）
  - vol.36「当然の結末」（2023年6月17日 - 25日、六本木・俳優座劇場）
  - クラシックアーカイブス「君がくれたラブストーリー2024」（2024年10月30日 - 11月10日、赤坂RED/THEATER / 11月30日 - 12月1日、三重県文化会館 小ホール）[15]
- 「夕凪の街 桜の国」（2017年8月19日 - 20日、大阪・HEP HALL / 2017年8月30日 - 9月3日、池袋・シアターグリーン） - 平野皆実 役

### DVD
- ミスヤングチャンピオン2014 葉月（2014年10月24日、竹書房） - JAN 4985914420051
- 風に誘われて・・・（2016年5月27日、エスデジタル）

### ミュージック・ビデオ
- さよならポニーテールPV『青春ファンタジア』（2013年2月）[16]

### インターネット放送
- アイドル☆リーグ!（2013年、NOTTV）
- 開店! SIRの生カフェ（2013年11月1日 - 2014年10月31日、ニコニコ生放送）
- 新装開店! SIRの生パチ（2014年11月7日 - 2018年1月26日、ニコニコ生放送）
- ペーパーアイドル（2016年7月8日 - 2018年1月6日 、文化放送超!A&G+）

### ネット配信
- 葉月と梅村結衣のオールナイトニッポンモバイル（2014年12月3日 - 2015年12月30日(全57回)、Radital）

### モデル
- 鈴乃屋（2013年3月） - 2014年レンタル振袖広告モデル